# 森麗勇樹
森麗 勇樹（もりうらら ゆうき、1987年6月16日 - ）は、千葉県千葉市若葉区出身で大嶽部屋（入門時は大鵬部屋）に所属する現役大相撲力士。本名は森川 勇樹（もりかわ ゆうき）。身長167.5cm・体重132.5kg。最高位は西序二段56枚目（2013年3月場所）。
新序出世から38場所連続負け越しという昭和以降のワースト記録を持っている。そのためデビュー以来連敗を続けて全国的な人気となった競走馬のハルウララにあやかり、四股名を「森麗」（もりうらら）とした。

## 来歴
小学校の頃から相撲を始め、中学3年だった2002年の夏に当時の大鵬部屋に体験入門した縁で、2003年5月2日に大鵬部屋に入門。同年5月に本名の「森川」の四股名で初土俵を踏む。大鵬部屋最後の入門者となった。しかし、初めて番付に名前が載った同年7月場所の1番相撲で勝ってから、2004年3月場所の6番相撲に勝つまで32連敗を喫した。
当初は勝つことすらままならない相撲が続いたが、経験を積むにつれて少しずつ白星も増えていった。だが勝ち越すには至らず、前場所負け越しながら初めて序二段に昇進した2007年5月場所で新出世から24場所連続負け越しとなり、有門勇人の23場所を抜いて昭和以降のワースト記録を更新した。負け越し続きの状況に部屋付の12代二子山は「ボチボチいいだろう?」と何度も引退を勧めたが、森川はそのたびに「やめたくない」と涙ながらに訴えたといい、16代大嶽も「引退後も責任を持つ」と再三続投を後押しした。
37場所連続負け越しとなった2009年7月場所の際には、7月25日のデイリースポーツで1面を飾り、同場所で改名して話題になった弟弟子の右肩上り博保（2015年5月場所以降は「電山」に再改名）や、デビュー以来連敗を続けて話題になった地方競馬のハルウララにあやかって「下げ止まり」や「森うらら」に改名するプランがあると報じられた。連続負け越しをさらに38場所に更新して迎えた2009年11月場所を前に、前述の「ハルウララ」をアレンジした「森麗」に改名。二子山は「ハルウララと重なる部分はある。負け続けてもみんなに愛される力士になってほしいと願って師匠（大嶽）と相談して決めた」と説明した。改名の際には序ノ口力士としては異例の記者会見が行われ、約20人の報道陣が集まった。
改名して迎えた11月場所では3勝3敗で迎えた7番相撲に勝利し、自身初の勝ち越しを決めた。初めて勝ち越して序二段に上がった2010年1月場所では7戦全敗で1場所で序ノ口に逆戻りし、この年はその後も1場所も勝ち越せずに終わったが、6場所中4場所で3勝を挙げた。2011年1月場所では初めて1番相撲から4連勝し、2度目の勝ち越しを果たした。9月場所では自身3度目、序二段で初めてとなる勝ち越しを7番相撲で決めた。2014年1月場所は右膝の負傷の為、2004年11月場所以来55場所ぶりに初日から休場。しかし、全休すれば番付外に転落してしまう為、この場所は7番相撲（竜電戦）だけ出場した。2017年3月場所より四股名を世話人の勇鵬と師匠の大竜から一字ずつもらった「勇竜 麗」に改めたが、同年7月場所より再び「森麗 勇樹」に戻している。
2025年1月場所終了時点まで、序ノ口で9回、序二段で2回の計11回の勝ち越しを記録しているが、5勝以上を挙げた場所は一度もない。

## 人物・エピソード
- 12代二子山（当時・現17代大嶽）曰く「もともと内気な性格で自己表現が苦手な子」であるが相撲に対する愛着は相当であり、中学3年生の夏に体験入門を行った際は居心地の良さから1週間の予定であった体験入門を3週間に延長したという。しかし新弟子時代には12代二子山が「四股やまた割りはもちろん、最初は茶わん1つろくに洗えずホウキも使えなかった」と語るなどお世辞にも出来の良い弟子とは言い難かったそうであり、改名の際には報道上で「史上最弱力士」と断言されてしまっている[2]。
- 大嶽部屋の前身である大鵬部屋の師匠であった元横綱・大鵬が死去してから初めて土俵に上がった2013年1月場所中日の4番相撲では、同日共に土俵に上がった同部屋の2力士が黒星を喫した中1人だけ白星を挙げたことが初土俵以降38場所連続負け越しのワースト1位記録と共に話題になった[3]。この場所は結果として4勝3敗を挙げて自身5度目の勝ち越し。
- 大砂嵐の十両昇進から引退まで一貫して付け人を務めた。2014年7月場所4日目の朝には自身が風呂場に置いた大砂嵐の携帯電話が水まみれになり、機能しなくなったという。支度部屋では大砂嵐に「壊れた。森さん、新しいの買って!」と、笑顔でねだられる場面もあった[4]。
- 王鵬が小学6年生の頃、森麗は部屋の稽古場で彼と相撲を取って負けたことがある。2009年の夏には体験入門に来た相撲経験のない柔道部員の高校生にあっさりと寄り切られている。
- 大鵬部屋の元所属力士、および大鵬の元弟子では最後の現役力士である。

## 通算成績
2025年7月場所終了現在
- 通算成績：285勝615敗713休（132場所）

| | 一月場所 初場所（東京） | 三月場所 春場所（大阪） | 五月場所 夏場所（東京） | 七月場所 名古屋場所（愛知） | 九月場所 秋場所（東京） | 十一月場所 九州場所（福岡） |
| --- | ----------------------- | ----------------------- | ----------------------- | --------------------------- | ----------------------- | --------------------------- |
| 2003年 （平成15年） | x                       | x                       | （前相撲）              | 東序ノ口39枚目 1–6          | 東序ノ口32枚目 0–7      | 西序ノ口38枚目 0–7          |
| 2004年 （平成16年） | 西序ノ口38枚目 0–7      | 西序ノ口38枚目 1–6      | 東序ノ口5枚目 1–6       | 東序ノ口21枚目 1–6          | 西序ノ口37枚目 2–5      | 西序ノ口28枚目 1–3–3        |
| 2005年 （平成17年） | 西序ノ口33枚目 1–6      | 西序ノ口29枚目 2–5      | 東序ノ口5枚目 1–6       | 西序ノ口25枚目 2–5          | 東序ノ口28枚目 2–5      | 東序ノ口25枚目 2–5          |
| 2006年 （平成18年） | 西序ノ口26枚目 2–5      | 西序ノ口23枚目 2–5      | 西序ノ口6枚目 2–5       | 東序ノ口23枚目 2–5          | 東序ノ口29枚目 2–5      | 東序ノ口27枚目 2–5          |
| 2007年 （平成19年） | 西序ノ口23枚目 2–5      | 東序ノ口23枚目 3–4      | 西序二段132枚目 1–6     | 西序ノ口17枚目 2–5          | 西序ノ口26枚目 3–4      | 東序ノ口20枚目 0–7          |
| 2008年 （平成20年） | 東序ノ口33枚目 0–7      | 東序ノ口30枚目 2–5      | 東序ノ口5枚目 1–6       | 西序ノ口30枚目 3–4          | 東序ノ口23枚目 2–5      | 西序ノ口22枚目 3–4          |
| 2009年 （平成21年） | 西序ノ口15枚目 3–4      | 西序ノ口6枚目 3–4       | 東序ノ口筆頭 2–5        | 西序ノ口12枚目 3–4          | 西序ノ口10枚目 2–5      | 東序ノ口16枚目 4–3          |
| 2010年 （平成22年） | 東序二段97枚目 0–7      | 西序ノ口18枚目 3–4      | 東序二段122枚目 3–4     | 西序二段124枚目 3–4         | 東序ノ口5枚目 2–5       | 西序ノ口18枚目 3–4          |
| 2011年 （平成23年） | 西序ノ口13枚目 4–3      | 八百長問題 により中止   | 東序二段86枚目 2–5      | 西序二段89枚目 2–5          | 東序二段103枚目 4–3     | 西序二段67枚目 0–7          |
| 2012年 （平成24年） | 東序ノ口13枚目 4–3      | 東序二段74枚目 2–5      | 東序二段91枚目 2–5      | 西序二段104枚目 3–4         | 西序ノ口筆頭 2–5        | 西序ノ口5枚目 3–4           |
| 2013年 （平成25年） | 西序ノ口4枚目 4–3       | 西序二段56枚目 1–6      | 東序二段85枚目 3–4      | 東序二段91枚目 2–5          | 西序ノ口2枚目 3–4       | 西序ノ口3枚目 2–5           |
| 2014年 （平成26年） | 東序ノ口12枚目 0–1–6    | 東序ノ口19枚目 3–4      | 東序二段98枚目 3–4      | 西序二段98枚目 3–4          | 西序ノ口2枚目 3–4       | 東序ノ口3枚目 2–5           |
| 2015年 （平成27年） | 西序ノ口8枚目 3–4       | 東序ノ口3枚目 4–3       | 西序二段63枚目 1–6      | 西序二段94枚目 2–5          | 東序ノ口5枚目 3–4       | 東序ノ口4枚目 2–5           |
| 2016年 （平成28年） | 東序ノ口6枚目 3–4       | 東序二段98枚目 2–5      | 東序二段102枚目 4–3     | 東序二段65枚目 2–5          | 西序二段89枚目 2–5      | 西序ノ口3枚目 3–4           |
| 2017年 （平成29年） | 東序二段96枚目 3–4      | 東序二段95枚目 3–4      | 西序二段95枚目 2–5      | 東序ノ口3枚目 3–4           | 西序ノ口8枚目 4–3       | 東序二段70枚目 0–7          |
| 2018年 （平成30年） | 西序ノ口14枚目 3–4      | 東序ノ口4枚目 4–3       | 西序二段75枚目 0–6–1    | 西序ノ口23枚目 4–3          | 西序二段94枚目 3–4      | 東序二段107枚目 2–5         |
| 2019年 （平成31年 /令和元年） | 西序ノ口6枚目 0–7       | 東序ノ口26枚目 3–4      | 西序ノ口6枚目 3–4       | 東序ノ口10枚目 4–3          | 東序二段83枚目 1–6      | 東序ノ口筆頭 1–6            |
| 2020年 （令和2年） | 東序ノ口17枚目 3–4      | 東序ノ口11枚目 1–6      | 感染症拡大 により中止   | 東序ノ口9枚目 3–4           | 東序ノ口4枚目 2–5       | 西序ノ口16枚目 3–4          |
| 2021年 （令和3年） | 東序ノ口13枚目 1–6      | 東序ノ口17枚目 3–4      | 東序二段113枚目 2–5     | 東序ノ口3枚目 3–4           | 東序ノ口筆頭 1–6        | 西序ノ口9枚目 3–4           |
| 2022年 （令和4年） | 東序ノ口7枚目 3–4       | 西序二段97枚目 1–6      | 西序二段107枚目 2–5     | 西序ノ口筆頭 2–5            | 東序ノ口6枚目 3–4       | 西序ノ口3枚目 2–5           |
| 2023年 （令和5年） | 東序ノ口3枚目 2–5       | 東序ノ口筆頭 2–5        | 東序二段106枚目 3–4     | 西序二段107枚目 3–4         | 西序ノ口2枚目 1–3–3     | 西序ノ口9枚目 2–5           |
| 2024年 （令和6年） | 東序ノ口7枚目 1–6       | 東序ノ口5枚目 3–5       | 東序二段98枚目 2–5      | 西序ノ口2枚目 2–6           | 東序ノ口7枚目 3–4       | 東序ノ口6枚目 2–5           |
| 2025年 （令和7年） | 西序ノ口8枚目 3–4       | 東序ノ口2枚目 1–6       | 東序ノ口2枚目 1–6       | 東序ノ口14枚目 3–4          | x                       | x                           |
| 各欄の数字は、「勝ち-負け-休場」を示す。 優勝 引退 休場 十両 幕下 三賞：敢=敢闘賞、殊=殊勲賞、技=技能賞 その他：★=金星 番付階級：幕内 - 十両 - 幕下 - 三段目 - 序二段 - 序ノ口 幕内序列：横綱 - 大関 - 関脇 - 小結 - 前頭（「#数字」は各位内の序列） |                         |                         |                         |                             |                         |                             |

## 改名歴
- 森川 勇樹（もりかわ ゆうき）：2003年5月場所 - 2007年1月場所・2008年1月場所 - 2009年9月場所
- 森川 勇輝（もりかわ ゆうき）：2007年3月場所 - 2007年11月場所
- 森麗 勇気（もりうらら ゆうき）：2009年11月場所 - 2017年1月場所
- 勇竜 麗（いさみりゅう れい）：2017年3月場所 - 2017年5月場所
- 森麗 勇樹（もりうらら ゆうき）：2017年7月場所 -